# Бострог
Бострог (предп. нем. Bootsrock) — узкая, приталенная куртка с двумя карманами по бокам, на шести пуговицах и со стоячим воротником — одежда голландских моряков и крестьян.
В русском военном флоте бострог появился вместе с нанятыми Петром I матросами — иностранцами.
Эта одежда прижилась на императорском флоте и несколько десятков лет русские моряки были одеты в бостроги голландских крестьян.